# Deutsch-Skandinavische Jugend-Philharmonie
Deutsch-Skandinavische Jugendphilharmonie (tyska: ungefär: "Tysk-skandinaviska ungdomsfilharmonin") är en orkesterkurs i Berlin som återkommer varje nyår och ibland också vid andra tillfällen under året.